# Camériste
Ne doit pas être confondu avec Camérier.
Une camériste était, notamment en Espagne, un titre donné aux dames de la cour qui servaient les princesses de sang royal dans leurs chambres.
Au fil des siècles, le terme s'est amenuisé, pour correspondre à la fonction d'une gouvernante, d'une femme de chambre, d'un valet de chambre.
Le terme est aujourd'hui principalement employé au théâtre, dans la littérature ou dans la bande-dessinée.

## Origines du nom
De l'espagnol camara, chambre, qui a donné camarista, puis en français, au XVIIIe siècle, camariste, enfin camériste.

## Caméristes célèbres

### Caméristes de fiction
- Irma, camériste de Bianca Castafiore
- Suzanne, fiancée de Figaro dans Le Mariage de Figaro et dans Les Noces de Figaro
- Lauretta, la camériste du film Monsieur Max (1937)
- Annina, camériste de Violetta dans La Traviata
- Alice, dans le film Uniformes et Grandes Manœuvres (1950)
- Arina, camériste de madame Zverkov, dans la nouvelle de Tourguéniev Iermolaï et la Meunière
- Annette, camériste de Delphine d'Orbelet, dans le roman de Jean-Christophe Duchon-Doris Les nuits blanches du Chat botté

### Personnalités connues
- Nafissatou Diallo, camériste au Sofitel de New York [1]
- La Comtesse de Montijo, mère de l'impératrice Eugénie épouse de Napoléon III, camériste de la reine Isabelle d'Espagne